# Gwoździce
Gwoździce, niem. Gwosdzütz – wieś w Polsce położona w województwie opolskim, w powiecie krapkowickim, w gminie Krapkowice.